# Zariczczia (obwód kijowski)
Zariczczia (ukr. Заріччя) – wieś na Ukrainie, w obwodzie kijowskim, w rejonie obuchowskim, nad Stuhną. W 2001 roku liczyła 222 mieszkańców.
Do 1946 roku miejscowość nosiła nazwę Chambykiw (ukr. Хамбиків).